# Antimémoires
Les Antimémoires sont une œuvre d'André Malraux publiée pour la première fois en 1967, qui constitue la première partie du Miroir des Limbes.
Le genre des mémoires se rapproche de l'autobiographie. La différence réside dans le statut social des auteurs, qui ont souvent joué un rôle public. Les mémoires se signalent donc par une attention portée aux événements politiques majeurs auxquels leur auteur a pu se trouver mêlé.
André Malraux, dans l'ouverture des Antimémoires, se demande quel intérêt il y a à se souvenir. Dans les premières lignes du livre, il évoque l'aumônier des Glières, pour qui « il n'y a pas de grandes personnes ». Malraux pose alors la question de la réflexion sur la vie.

## Citations
- « Il n'est pas nécessaire de modifier les faits : le coupable est sauvé non parce qu'il impose un mensonge, mais parce que le domaine de l'art dépasse celui de la vie. L'orgueilleuse honte de Rousseau ne détruit pas la pitoyable honte de Jean-Jacques, mais elle lui apporte une promesse d'immortalité. Cette métamorphose, l'une des plus profondes que puisse créer l'homme, c'est celle d'un destin subi en destin dominé. »
- « Presque tous les écrivains que je connais aiment leur enfance, je déteste la mienne »
- « Je ne m'intéresse guère »
- « Pourquoi me souvenir? »
- « Le XXIe siècle sera spiritualiste… ou ne sera pas. »[1]

## Jugements
Marguerite Yourcenar porta sur les Antimémoires l’appréciation suivante :

« J’admire beaucoup Malraux, à certains points de vue, mais il ne m’a jamais donné l’impression d’un homme convaincu ; c’était un grand acteur. Et à la fin, cela sonnait un peu creux. On le sent dans les Antimémoires. On n’y distingue jamais le vrai du faux, il ne tient pas à ce qu’on l’y reconnaisse, et il ne le reconnaît plus lui-même. […] C’est Malraux partout et toujours, et d’ailleurs souvent superbe. »